# Butterwick (Lincolnshire)
Pour les articles homonymes, voir Butterwick.
 (février 2023).
Le contenu est difficilement compréhensible vu les erreurs de traduction, qui sont peut-être dues à l'utilisation d'un logiciel de traduction automatique.
Butterwick est un village et une paroisse civile du district de Boston, dans le Lincolnshire, en Angleterre. Il est situé à environ 5 km à l'est de la ville de marché de Boston.
Butterwick est l'une des dix-huit paroisses civiles qui, avec Boston, forment l'arrangement du gouvernement local de l'arrondissement de Boston (en), en place depuis une réorganisation du 1er avril 1974, qui a résulté le Local Government Act 1972. La paroisse fait partie du quartier électoral côtier.
L'église anglicane classée Grade I de Butterwick est dédiée à Saint André. En 1916, Cox rapporta qu'un ancien sycomore, planté en 1653, se dressait dans le cimetière.
Le village possède également un pub (The Five Bells), une école primaire de l'Église d'Angleterre, un magasin de poisson-frites, un parc et de petites entreprises.

## Toponymie
Butterwick est un nom d'origine vieil-anglaise. Composé des éléments butere et wīc, il désigne une ferme qui produit du beurre. Il est attesté pour la première fois sous la forme Butruic dans le Domesday Book, compilé en 1086.

## Démographie
La population était de 1 365 habitants en 2021.

### Évolution de la population
| Année | Population |
| ----- | ---------- |
| 1801  | 229        |
| 1811  | 240        |
| 1821  | 482        |
| 1831  | 504        |
| 1841  | 579        |
| 1851  | 625        |
| 1881  | 533        |
| 1891  | 473        |
| 1901  | 473        |
| 1911  | 523        |
| 1921  | 498        |
| 1931  | 507        |
| 1951  | 563        |
| 1961  | 552        |
| 2001  | 1403       |
| 2011  | 1302       |
| 2021  | 1365       |